# Doussoula
Doussoula est une commune rurale située dans le département de Kassoum de la province du Sourou dans la région de la Boucle du Mouhoun au Burkina Faso.

## Géographie
Le village est situé à environ 5 kilomètres de Kassoum dont il intègre l'aire urbaine et économique. Du fait des migrations, nombre de populations de Doussoula se retrouvent à Kouka dans la province des Banwa.

## Éducation et santé
Le centre de soins le plus proche de Doussoula est le centre de santé et de promotion sociale (CSPS) de Kassoum tandis que le centre médical avec antenne chirurgicale (CMA) se trouve à Tougan.
Le village dispose d'une école primaire.